# Dirge
Dirge – piosenka napisana przez amerykańskiego muzyka Boba Dylana, którą nagrał w 1973 roku. Utwór wydano na albumie Planet Waves (1974).

## Historia
Piosenka została nagrana 14 listopada 1973 roku podczas ostatniej (8.) sesji na potrzeby albumu Planet Waves. Materiał zarejestrowano w The Village Recorder Studio B w Los Angeles (stan Kalifornia).
Ostatnie sesje były już właściwie sesjami miksującymi, a jednak Dylan zdecydował się na nagranie całkowicie nowego utworu, którego wcześniej nawet jeszcze nie próbował (prawdopodobnie muzyk uznał, że ma jeszcze coś innego do przekazania odbiorcom).

## Tekst
Warstwa liryczna piosenki była interpretowana na wiele sposobów. Wykazuje ona pewne podobieństwa do „Positively 4th Street”, więc była interpretowana jako kolejne pożegnanie z postacią Dylana będącą „głosem pokolenia”. W odrzuceniu wszystkich rzeczy, których kiedyś potrzebował, ta minimalistyczna piosenka zbliża się tematycznie do utworu „My Back Pages”. Jednakże wers I hate myself for loving you (tłum. nienawidzę siebie za to, że cię kocham), dopełniony potem słowami in this age of fiberglass I’m looking for a gem (tłum. w tym wieku włókna szklanego szukam klejnotu), sugeruje, że może to być także piosenka skierowana do żony – Sary. Według odmiennej interpretacji utworu podmiot liryczny przyznaje się do używania heroiny czy nawet homoseksualizmu.
Jeszcze inne światło rzuca oryginalny, zanotowany w spisie nagrań z sesji, tytuł – „Dirge for Martha”. „Dirge” jest angielskim terminem oznaczającym pogrzebowy hymn, lament czy smutny utwór (prozatorski, poetycki, muzyczny) w rodzaju trenu. Sugeruje on poważnie pozamałżeński romans Dylana, jego wstyd, ale i zarazem ulgę, gdy final curtain fell (tłum. końcowa kurtyna opadła).

## Personel
8. sesja
- Bob Dylan – gitara, wokal
- Robbie Robertson – gitara